# Albert William Ketèlbey
Albert William Ketèlbey (9 de agosto de 1875, Birmingham, Reino Unido-26 de noviembre de 1959, Cowes, Reino Unido) fue un compositor, director y pianista inglés.

## Biografía

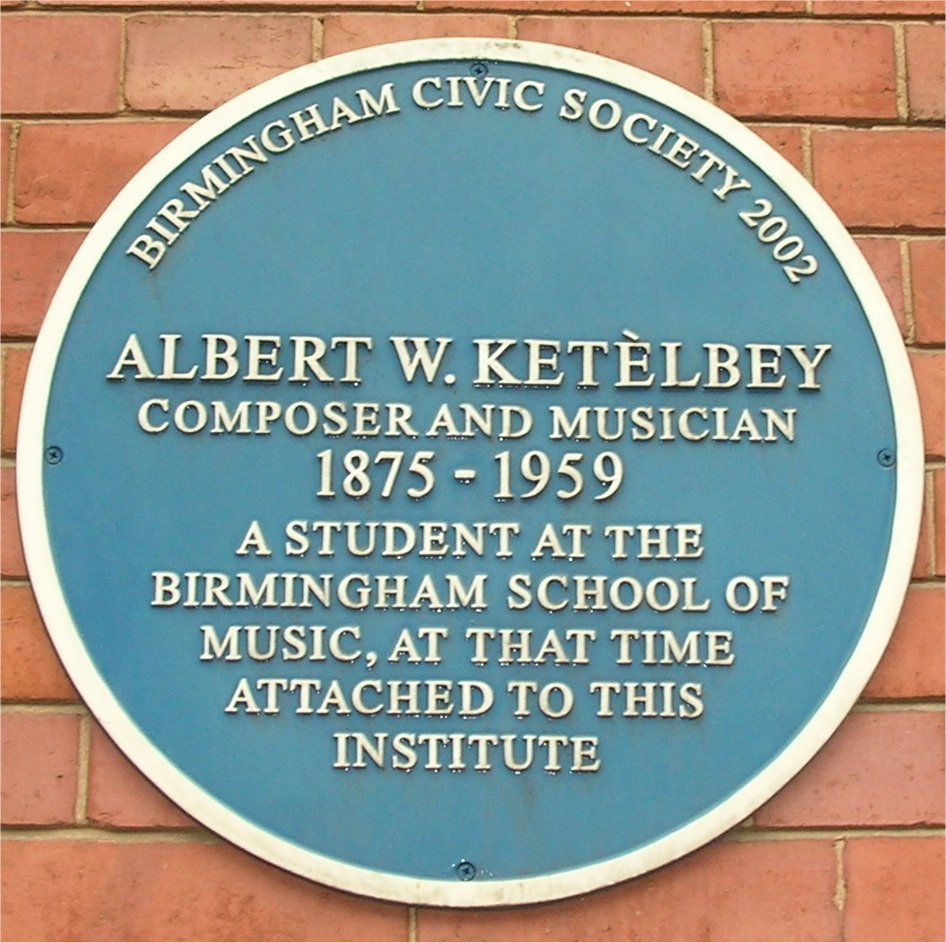
Placa azul en el edificio actual del Birmingham and Midland Institute, que conmemora el tiempo de Ketèlbey como estudiante del conservatorio.

Albert W. Ketèlbey nació en Birmingham (Inglaterra), hijo de George Ketelbey y Sarah Aston. A los once años compuso una sonata para piano que interpretó en Worcester en presencia de Edward Elgar, que en esos momentos era profesor de música de la ciudad. Después de estudiar un tiempo en el Milland Institute School of Music y en el Fitzroy de Londres, consiguió una beca para el Trinity College of Music de esta ciudad, donde mostró su gran talento para interpretar varios instrumentos orquestales. Ketèlbey usó los seudónimos Raoul Clifford y Anton Vodorinski para algunas de sus obras. 
Mientras era director del londinense Teatro de Vaudeville (Vaudeville Theatre), Ketèlbey continuó componiendo música vocal e instrumental. Después, se hizo famoso y muchas de sus canciones sirvieron como acompañamiento de películas y como música de ambiente en salas de baile.
Ketèlbey tuvo un matrimonio largo y feliz con Charlotte Siegenberg (cantante nacida en 1871 y fallecida en 1947). Después de la muerte de su primera esposa, contrajo segundas nupcias con Mabel Maud Pritchett. No tuvo hijos en ninguno de sus dos matrimonios. Murió en su casa, "Egypt Hill", en Cowes (Isla de Wight).

## Obras
Algunas de sus obras son:
- La Melodía Fantasma (1912)
- En el jardín de un monasterio (1915)
- En un mercado persa (1920), una de sus obras más difundidas
- En el Jardín de un Templo Chino (1925)
- En la Mística Tierra de Egipto (1931)
- Bells Across the Meadows
- By the Blue Hawaiian Waters